# Wereldkampioenschap drafrennen 2007
Het wereldkampioenschap drafrennen 2007 was de 23ste editie van de wereldkampioenschappen drafrennen. Het kampioenschap vond plaats van 1 tot en met 9 november 2007 in het Australische Victoria en Nieuw-Zeeland. Eindwinnaar was de Belg Christophe Martens.

## Uitslagen
| Race                                          | Winnaar                                 |
| Cranbourne, Australië - 1 november 2007       | Cranbourne, Australië - 1 november 2007 |
| --------------------------------------------- | --------------------------------------- |
| 1                                             | Eirik Hoitomt                           |
| 2                                             | Andy Miller                             |
| 3                                             | Gilles Barrieau                         |
| 4                                             | Kerryn Manning                          |
| Moonee Valley, Australië - 3 november 2007    |                                         |
| 5                                             | Christophe Martens                      |
| 6                                             | Bjorn Goop                              |
| 7                                             | Christophe Martens                      |
| 8                                             | Christophe Martens                      |
| Maryborough, Australië - 4 november 2007      |                                         |
| 9                                             | Antti Teivainen                         |
| 10                                            | Hugo Langeweg Jr.                       |
| 11                                            | Christophe Martens                      |
| 12                                            | Hugo Langeweg Jr.                       |
| Christchurch, Nieuw-Zeeland - 6 november 2007 |                                         |
| 13                                            | Bjorn Goop                              |
| 14                                            | Colin De Filippi                        |
| Cambridge, Nieuw-Zeeland - 8 november 2007    |                                         |
| 15                                            | Kerryn Manning                          |
| 16                                            | Colin De Filippi                        |
| Christchurch, Nieuw-Zeeland - 9 november 2007 |                                         |
| 17                                            | Andy Miller                             |
| 18                                            | Bjorn Goop                              |
| 19                                            | Colin De Filippi                        |
| 20                                            | Antti Teivainen                         |

### Eindstand
| Plaats | Jockey             | Punten  |
| ------ | ------------------ | ------- |
| Goud   | Christophe Martens | 180 pt. |
| Zilver | Colin De Filippi   | 177 pt. |
| Brons  | Bjorn Goop         | 158 pt. |
| 4      | Kerryn Manning     | 143 pt. |
| 5      | Antti Teivainen    | 129 pt. |